# Literatura en gallego del siglo XX
La literatura gallega del siglo XX puede dividirse, grosso modo, en tres etapas: literatura de preguerra, literatura de posguerra (mayoritariamente desde el exilio) y literatura desde el fin de la dictadura hasta el fin de siglo. Veamos pormenorizadamente todas las etapas y los autores más destacados que el siglo XX dio a la literatura gallega.

## El período intersecular
Después de la más que esperanzadora etapa del Rexurdimento, la literatura gallega comienza un período de decaimiento en casi todos los géneros, excepto en el teatro, puesto que la dramática gallega nacerá en 1882 con la representación de A fonte do xuramento de Francisco María de la Iglesia. De hecho, uno de los primeros hechos destacables de la literatura gallega en el siglo XX fue la creación, en 1903, de la mano de un grupo de jóvenes liderado por Eduardo Sánchez Miño, de la Escuela Regional de Declamación. Manuel Lugrís Freire y Galo Salinas serán los escritores dramáticos que más colaboren con esta escuela.
En la poesía, aparecen como figuras destacadas de este comienzo de siglo XX Antonio Noriega Varela, Manuel Leiras Pulpeiro o Xosé María Crecente Vega, pero su obra no romper con la tradición anterior del siglo XIX, si bien en Noriega se aprecia el influjo del saudosismo portugués. Se percibe un cambio en la producción poética a partir de Ramón Cabanillas, puesto que esta, pese a convivir con la tradición, estará influida por el modernismo, movimiento inaugurado por el nicaragüense Rubén Darío. Véase Generación de entre dos siglos.
En la narrativa, quizás sean lo más destacado de este período intersecular las novelas históricas de Antonio López Ferreiro (Niño de Pombas, O Castelo de Pambre y A tecedeira de Bonaval) y los cuentos naturalistas Pé das Burgas de Francisco Álvarez de Nóvoa.

## La época de las Irmandades da fala, del grupo Nós y del Seminario de Estudos Galegos

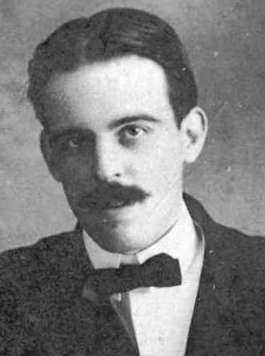
Antón Villar Ponte fue un destacado intelectual de las Irmandades da Fala.

A partir de 1916, cuando en los locales de la Real Academia Gallega (pero al margen de ella) un grupo de galleguistas (cuya alma mater era Antón Villar Ponte) funda la "Irmandade de Amigos da Fala" de la Coruña, la literatura gallega renacerá nuevamente. Esta asociación, que después se extenderá por otros lugares del país, dando lugar a las Irmandades da Fala (1917), se va a preocupar de darle un ánimo a la literatura gallega. Va a ser en esta época en la que se funde el Conservatorio Nacional de Arte Gallego (1919) y en la que el teatro gallego coja el tren de Europa, en la que proliferen las publicaciones de narrativa breve (Lar, Céltiga...), etc.

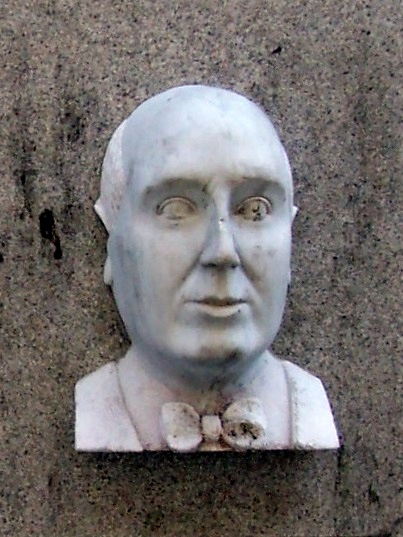
Otero Pedrayo, uno de los grandes narradores del.

En 1920, a partir de la fundación de la revista Nós (30 de octubre de 1920), surgirá el llamado grupo Nós, que tendrá por figuras principales a Vicente Risco, Otero Pedrayo y a Castelao, y cuya voluntad de igualar la literatura gallega a las europeas provocará, entre otras cosas, el nacimiento de la narrativa gallega actual. Se trata de autores nacidos entre 1880 y 1890, con una honda formación intelectual.
Excepto Castelao, el resto de los autores que conforman este grupo se incorporan a la ideología nacionalista de manera tardía. Risco, Otero y Florentino López Cuevillas habían formado parte del llamado Cenáculo orensano. Como indica el ideólogo de esta generación, Vicente Risco, en su libro Nós, Os inadaptados, estos intelectuales pregaleguistas, dandies, de clase acomodada, vivían en su "torre de marfil", alienados, aislados del mundo que los rodeaba. Esoterismo, filosofía oriental, Nietzsche... eran sus preocupaciones. Todo este mundo, sobre todo el gusto por el otro lado, se verá reflejado en la obra de estos autores, como se puede ver, como por ejemplo, en O Purgatorio de Don Ramiro, O Desengano do Prioiro (ambas de Otero Pedrayo), Do Caso que lle Aconteceu ao Doutor Alveiros (Risco)... Una novela fundamental para conocer el proceso de galleguización de estos hombres es Arredor de Si, de Ramón Otero Pedrayo.

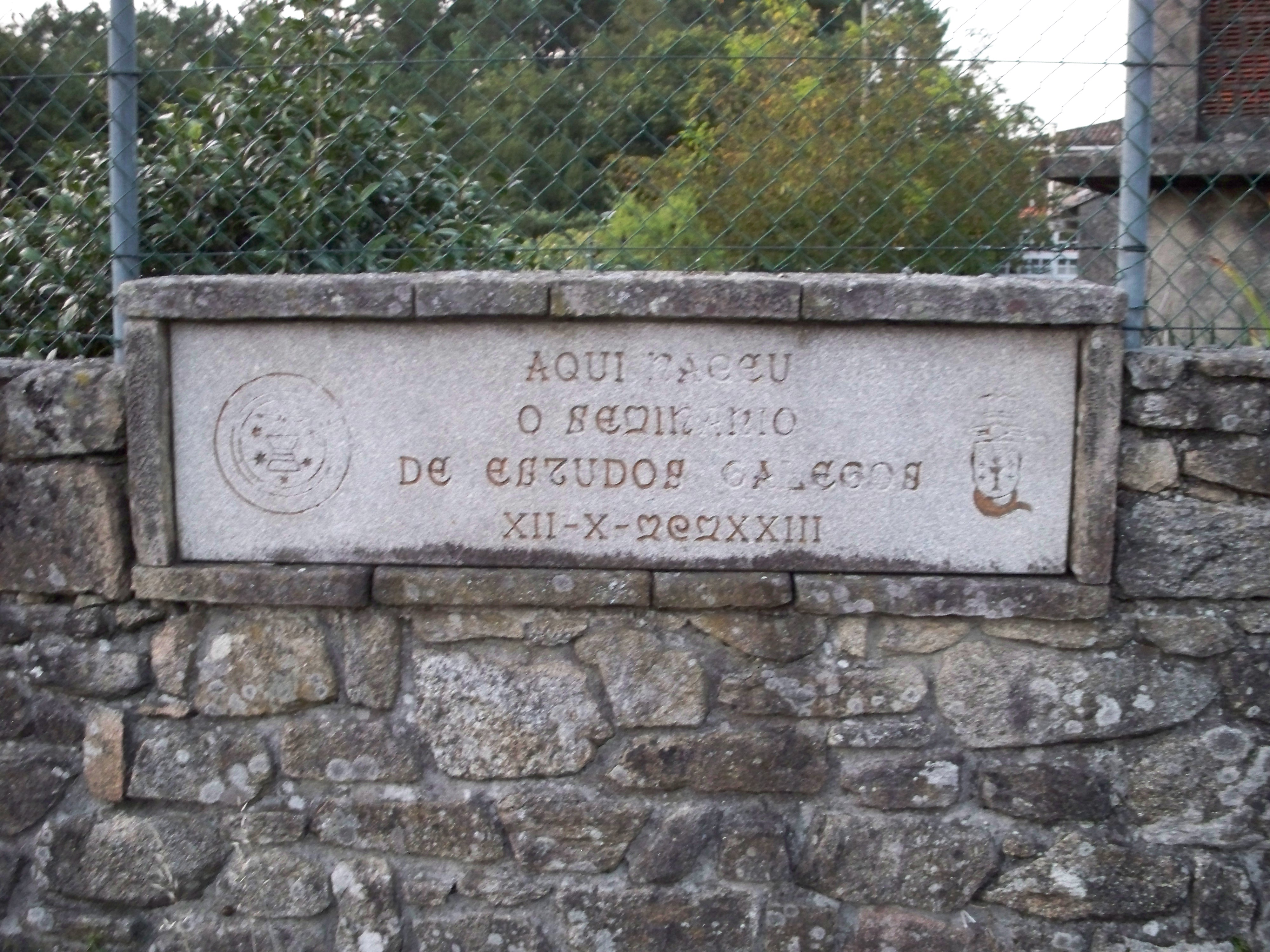
Ortoño, Ames, "Aquí nació el Seminario de Estudios Gallegos, 12-10-1923".

En 1923 aparecerá el Seminario de Estudios Gallegos (SEG), una especie de Universidad Gallega donde se van a realizar numerosos estudios y publicaciones de diferentes ámbitos teniendo la lengua gallega como habitual, de manera que tuvo una vital importancia para la aparición del ensayo en lengua gallega. En este Seminario colaboraron personajes de la talla de Otero Pedrayo, Castelao, Xosé Filgueira Valverde, Ricardo Carvalho Calero, Armando Cotarelo Valledor...

“O obxectivo fundamental [do teatro das Irmandades] vai ser sentar as bases dun teatro nacional galego, sustentado nunha literatura dramática que reflicta as esencias máis universais do país”
Manuel F. Vieites Manual e escolma da literatura dramática galega (1996), ed. Sotelo Blanco

Los integrantes de las Irmandades, del grupo Nós y del SEG trabajaron a favor de la renovación de los géneros literarios ya existentes y le dieron un importante ánimo la aquellos otros que estaban poco trabajados, como la novela y el ensayo. Surgen así obras clave del ensayo político cómo Teoría do nazonalismo galego (de Vicente Risco) o la Doutrina nazonalista (de Antón Villar Ponte), literatura científica de la mano de Florentino López Cuevillas, y prosas de ficción como Los caminos de la vida (de Otero Pedrayo) o O porco de pé (de Vicente Risco). Asimismo, el polifacético Castelao inauguró un nuevo subgénero narrativo que combina arte literaria con la plástica, como en Cousas o Cousas da vida.
Los integrantes de las Irmandades se preocuparon también por el teatro y muchos fueron los autores, y entre los años 1922 y 1926 el Conservatorio ya mencionado se convirtió en la Escuela Dramática Gallega, existiendo una época esplendorosa teatral según Leandro Carré Alvarellos. Algunos autores teatrales destacados fueron Ramón Cabanillas (A mano de la santiña, O mariscal), Armando Cotarelo Valledor (Mourenza) y Vicente Risco.
En la producción literaria de comienzos de siglo Antonio Noriega Varela y Ramón Cabanillas serán un puente entre la estética del siglo XIX y la estética vangardista. Noriega Varela ofrece una visión poética e impresionista de la naturaleza, iniciando una corriente denominada "neovirxilianismo" o "paisajismo humanista". Cabanillas asimila la poesía de Curros Enríquez, Rosalía de Castro y Eduardo Pondal, tomando además elementos modernistas.

## La generación de 1925
“Nós non podemos ollar sin carraxe o baixo e noxento ruralismo de Losada. Nin ise intrés en convertir o galego n-a fala intérprete de tódalas indecenzas e vulgaridás que tiveron Losada e a maioría d`os mestres menores. Nin a valdeirez verbalista, importación madrileña e co-isto xa se di todo, de Curros. [...]
Hai os que teñen algún valor e desmínten-o espresándose en castelán.
Pero hai aínda unha razón dorde supremo: a nosa Fala é nosa. Pospol-a a outra calquera, é unha forma de suicidio.
Arrenegamos de mestres e dos seus consellos [...] Arrenegamos da Lei e da Costume [...] Arrenegamos dos temas obrigados [...] Arrenegamos de toda imitanza”
Extracto del manifiesto Máis alá (1922), por Manuel Antonio y Álvaro Cebreiro).

La generación de 1925 abarca los escritores nacidos en torno al año 1900, y cuya actividad literaria se realiza en el período de las Vanguardias. Estos autores también pueden aparecer denominados como la generación de los novecentistas (denominación de Carvalho Calero) o como la Generación de 1922.
En el año 1922, el poeta Manuel Antonio y el pintor Álvaro Cebreiro dan a conocer el manifiesto Más allá. En él se recoge una crítica a los "vellos" y a los "pollitos bien". Los primeros eran los escritores que, pese a vivir en pleno siglo XX, continuaban imitando la poética de los tres grandes maestros del Rexurdimento (Rosalía de Castro, Manuel Curros Enríquez y Eduardo Pondal). Los segundos, los seguidores de Valle-Inclán, los creadores literarios que, pese a ser gallegos, realizaban su labor artística en lengua española. Por tanto, en este manifiesto vanguardista estos dos autores están pidiendo un cambio urgente de la literatura gallega. Recuérdese, además, que esta es una época en la que, en casi toda Europa, la voluntad de romper con las generaciones literarias anteriores es mucho más acentuada de lo normal. Aun así, en el caso gallego, resulta que Manuel Antonio, el máximo representante del vanguardismo, va a aceptar el magisterio de Vicente Risco.
En la poesía, las corrientes vanguardistas en las que participan los escritores de esta generación serán las siguientes: 
- Creacionismo: bajo la influencia del poeta chileno Vicente Huidobro, el máximo (y casi único) cultivador de esta tendencia en Galicia fue Manuel Antonio (De catro a catro, 1928). La presencia del mar, la ruptura formal, la ausencia de ritmo, la creación de imágenes autónomas, etc, son las principales características de su obra.

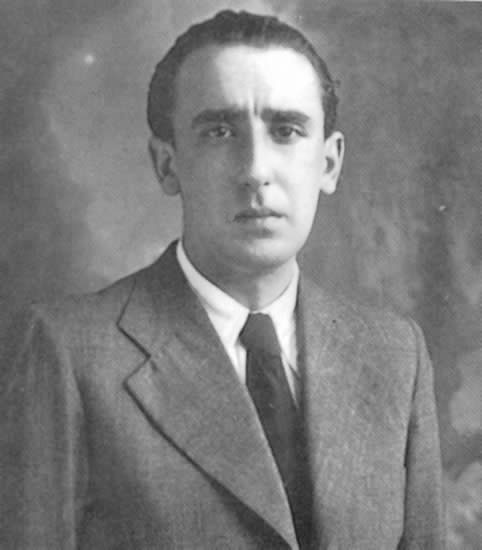
Cunqueiro, poeta neotrovadores

- Hilozoísmo: bautizado así por Ricardo Carvalho Calero, el máximo representante y fundador de la corriente hilozoísta fue Luís Amado Carballo (Proel, 1927; O galo, 1928). La presencia de la naturaleza, los colores y su simbología, etc, aparecen con frecuencia en la obra del poeta pontevedrés.
- Neotrovadorismo: corriente que procura imitar la lírica medieval (recién descubierta), adaptándola a la estética de aquella altura. Fermín Bouza-Brey (Nao senlleira, 1933) y Álvaro Cunqueiro (Cantiga nova que se chama riveira, 1933; Dona de corpo delgado, 1950; autor perteneciente a la generación de 1936) fueron los más destacados poetas neotrovadorescos gallegos.
- Neovirxilianismo: corriente que imita en cierto modo a poesía de los clásicos grecolatinos. Aquilino Iglesia Alvariño (Señardá, 1930, Corazón ao vento, 1933) y Xosé María Díaz Castro (este último autor no publicará ningún libro con anterioridad a la Guerra Civil) son poetas neo-virxilianistas destacados.
- Surrealismo humanista: casi el único cultivador de esta corriente fue su fundador, Luís Pimentel. Los espacios cercados, la sensibilidad por el dolor ajeno, etc., son constantes en su poesía.
- Surrealismo: en Galicia no existió la corriente surrealista en sí. Aun así, algunos autores la cultivaron esporádicamente, como Álvaro Cunqueiro (en Poemas do Si e do Non) o Aquilino Iglesia Alvariño (en Corazón ao Vento).

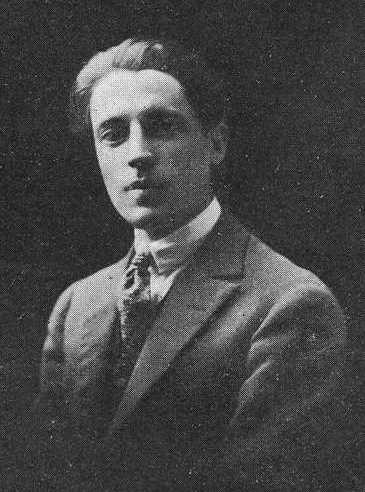
Rafael Dieste

En el teatro, los autores de la generación de 1925 continuarán con la renovación llevada a término en la época de las Irmandades. Álvaro de las Casas y Rafael Dieste (A fiestra valdeira, 1927) son dos escritores teatrales singulares de esta generación.
También pertenece a la generación de 1925 Eduardo Blanco Amor, destacado valor en la renovación de la prosa en la posguerra, quien comienza a publicar la finales de la década de los veinte narrativa y poesía (Poema en catro tempos).

## La literatura gallega en la posguerra
El golpe de Estado del general Francisco Franco y la consecuente guerra civil española (1936-1939) truncó toda esta producción literaria. Después de la victoria del bando nacional, la literatura en lengua gallega muere, pues el nuevo régimen prácticamente no permitió publicaciones en lengua gallega. Tan sólo, en la más inmediata posguerra, se cuenta con testimonios teatrales de tipo folclórico, semejantes a los producidos en la dictadura de Miguel Primo de Rivera (1923-1929). Será justo una obra teatral el primer texto publicado en libro después de 1936, la zarzuela ¡Non Chores, Sabeliña! (1943) de José Trapero Pardo. El siguiente, el poemario de Aquilino Iglesia Alvariño Cómaros Verdes (1947). A modo de ejemplo, se puede mencionar que entre los años 1939 y 1950 no llegó a haber ni una docena de publicaciones en lengua gallega en el territorio de Galicia, y las que se produjeron fueron obras fundamentalmente de ámbito rural.
Esta situación de escasísima producción (y publicación) literaria comenzará a cambiar a partir de 1950, año en el que aparece, de la mano de Ramón Piñeiro López, Xaime Isla Couto y Celestino Fernández de la Vega editorial Galaxia.

### La literatura de posguerra en el exilio y en ladiáspora

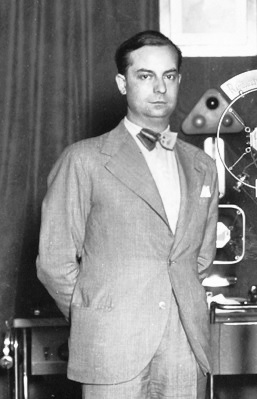
Blanco Amor dirigió revistas y el Teatro Popular Gallego en Buenos Aires

A partir de 1936, y durante las décadas de 1940 y 1950, la literatura gallega no estuvo muerta, sino que fue continuada por los autores gallegos que, o bien se vieron en el deber de exiliarse, o bien estaban emigrados en América del Sur en el momento en el que estalló la guerra. Su obra estará fuertemente marcada por julio de 1936. La mayor parte de la actividad literaria estaba concentrada en México y Buenos Aires. En esta última ciudad los exiliados entraron en contacto con los que emigraron antes de la sublevación militar (Eduardo Blanco Amor, Emilio Pita...) y comenzaron a impulsar revistas, libros y reimpresiones, para establecer de este modo la continuidad de una cultura amenazada. Es así que condicionamentos como la extraterritorialidad, las dificultades editoriales y la carencia de público lector hagan adquirir a la literatura gallega del exilio características especiales: compromiso político galleguista y republicano, poesía narrativa de un fuerte componente autobigráfico, introducción de la temática cívico-social en la poesía y el mestizaje cultural que añade elementos temáticos y estilísticos novedosos.

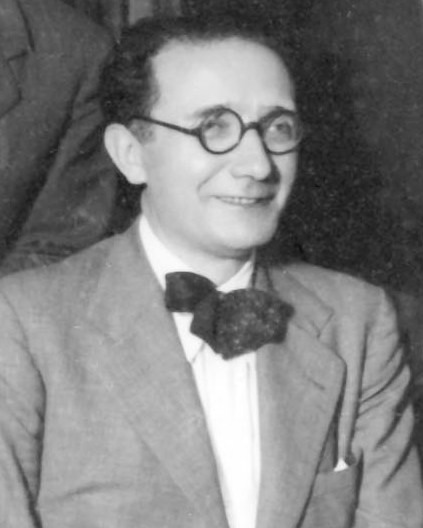
Castelao, autor del ensayo Sempre en Galiza.

En la poesía, cabe subrayar la labor literaria de Emilio Pita, Luís Seoane y Lorenzo Varela. Muy resumidamente, de Emilio Pita se podría decir que es el primer autor gallego que trabajó en la corriente del socialrealismo, con su poemario Jacobusland (1942), pese a que hay quien considera que el verdadero padre de la poesía social gallega contemporánea fue, precisamente, Seoane, a través de su libro Fardel d'Eisiliado (1952). En cuanto a Lorenzo Varela, este posee una pequeña obra en lengua gallega en lo que se refiere a la cantidad, pero de muy alto nivel. En Catro Poemas para Catro Grabados (1944), también titulado María Pita e Tres Grabados Medievais, el poeta evoca el pasado glorioso de Galicia, conjuntamente con Luís Seoane, autor de los grabados que ilustran estas composiciones. También se pode hallar en Lonxe (1954) la problemática social.
En la narrativa, podemos resaltar las novelas de Silvio Santiago y Ramón de Valenzuela. En cuanto al teatro, existe un público gallego que busca obras evocadoras del lugar que había abandonado. Los temas sobre los que era imposible escribir en la Galicia del interior (la represión sexual, la crítica al franquismo...) serán tratados en el exterior. Destacados autores teatrales gallegos de esta época fueron Manuel Daniel Varela Buxán y Eduardo Blanco Amor (pese a que este último no publicó su obra dramática hasta la década de 1970). La pieza A Soldadeira (1956), de Seoane, merece ser nombrada con distinción dentro de la dramática gallega producida en América del Sur (concretamente en Buenos Aires, Argentina), debido (entre otras virtudes) a su innovación estética.
En el teatro, sobresale la figura de Manuel Varela Buxán, quien fundó en Buenos Aires la compañía Aires da Terra. Castelao asistió a una función de la obra de Varela Buxán Pola nosa culpa, y quedó impresionado por la acogida del público, lo que motivó que le confiara la estrena de Os vellos non deben de namorarse.

### La literatura de posguerra en la Galicia interior. El papel de Galaxia

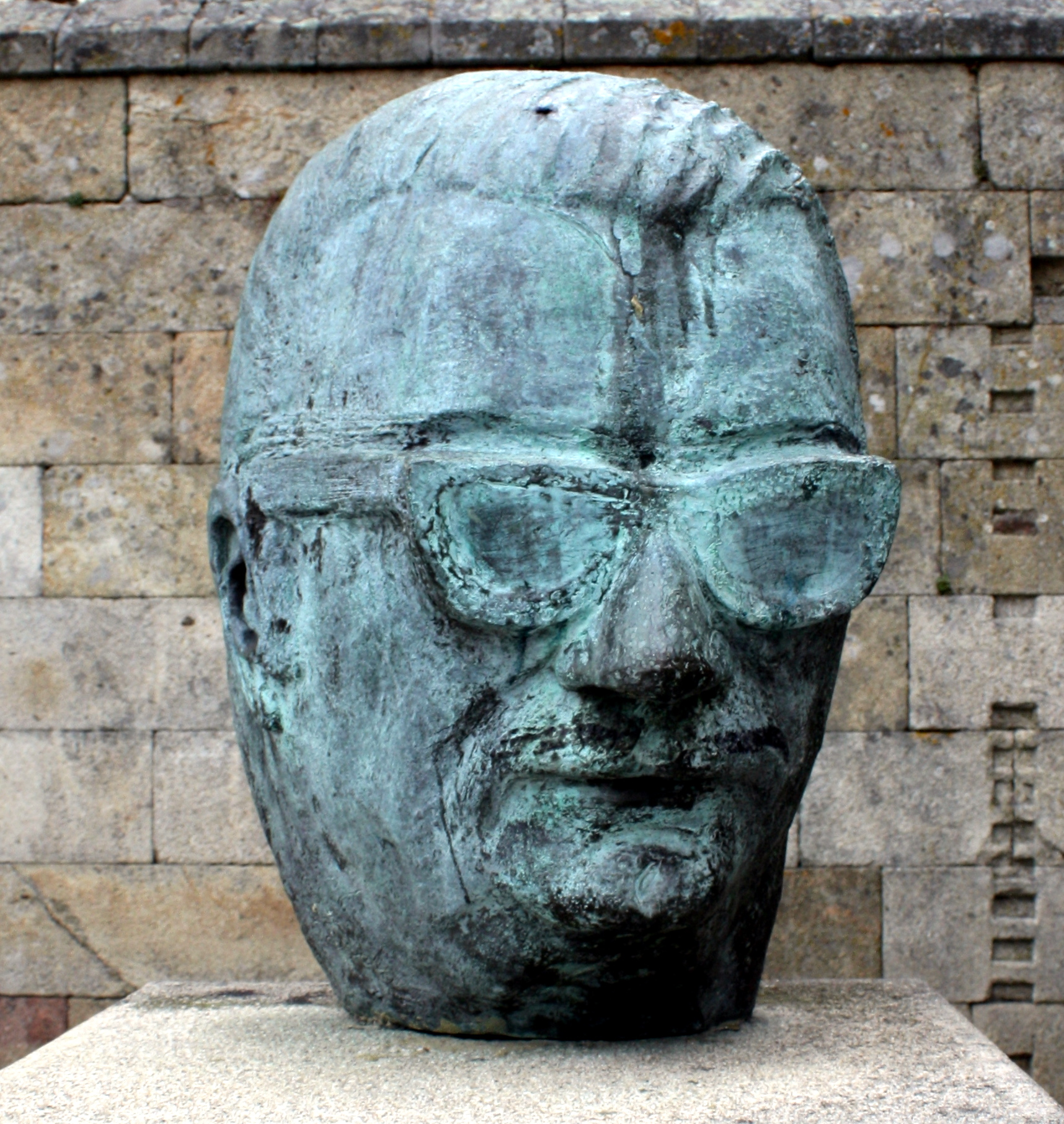
Celso Emilio Ferreiro fundó en 1948 la colección de poesía Benito Soto.

Como se dijo más arriba, la situación de la literatura gallega comenzará a cambiar a partir de 1950. En este año, verá la luz la editorial Galaxia, elemento de cuantiosísima importancia dentro del proceso de recuperación cultural y del rearme del galleguismo producido en la Galicia interior. La primera publicación llevada a término por Galaxia no es otra que Antífona da Cantiga (1950), de Ramón Cabanillas. Los autores vinculados a esta editorial cultivarán con especial afán el género del ensayo. Ensayistas de la talla de Ramón Piñeiro López, Celestino Fernández de la Vega, Xaime Isla Couto, Ricardo Carvalho Calero, Francisco Fernández del Riego, Xosé María Álvarez Blázquez o Xoán Rof Carballo colaborarán con Galaxia. Las traducciones cobrarán a partir de este momento la misma importancia que les había sido concedida durante los años de 1920. Conseguirá Galaxia que muchos de los escritores en lengua gallega de la etapa de preguerra vuelvan a publicar literatura en el idioma de Galicia (Ramón Cabanillas, Otero Pedrayo, Aquilino Iglesia Alvariño,...). Y, a través de la colección Illa Nova, los nuevos autores (Xohana Torres, Bernardino Graña, Xosé Luís Méndez Ferrín, Manuel María, María Xosé Queizán...) contarán con un medio en el que poder publicar.
Durante la década de 1950 también tendrá un papel importante (y no siempre reconocido) la editorial viguesa Monterrey. En ella publicará en 1953 Fermín Bouza-Brey la primera edición de la pieza teatral de Gabriel Feijoo de Araújo Entremés Famoso sobre a Pesca no Río Miño (1671), también conocida como A Contenda dos Labradores de Caldelas. Esta y otras obras salidas del prelo de Monterrey son fundamentales para la divulgación de la literatura gallega producida durante los Siglos Oscuros.

## La recuperación cultural y literaria en la Galicia de los años de 1960
Durante la década de 1960, Galicia verá acentuado el proceso de recuperación cultural que ya había comenzado en el decenio anterior. Todo este proceso tendrá sus repercusiones en la literatura. Así, en el año 1961 se celebrará la primera y única edición del Certame de Teatro do Miño y, dos años después, en 1963, en el año en el que se celebra por primera vez el Día de las Letras Gallegas, aparecerá la revista Grial, órgano de vital importancia en el ámbito literario y cultural. Igual, entre 1963 y 1965, tendrán lugar las tres ediciones de los Premios de Teatro Castelao.
Las agrupaciones culturales a partir de 1960 van a proliferar fuertemente, lo cual influirá sobre todo en el teatro.

## La narrativa a partir de la posguerra

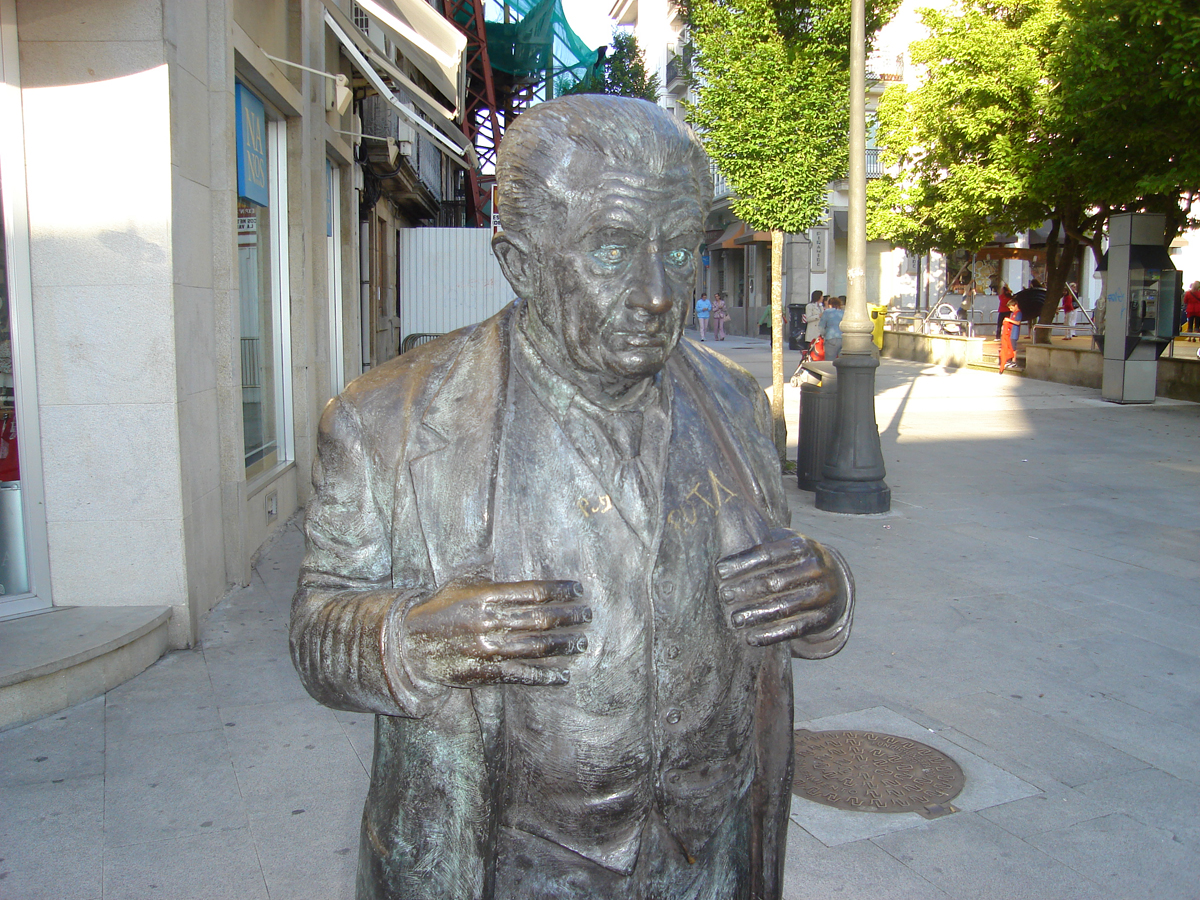
Ánxel Fole, narrador del Courel

Si anteriormente se mostró como el teatro y poesía contaron con testimonios en lengua gallega durante la década de 1940, para conocer la primera obra narrativa (publicada en la Galicia interior) posterior a 1936 habrá que aguardar hasta el año 1951, en el cual sale a la luz a novela de Ricardo Carvalho Calero A Xente da Barreira.
Los tres grandes narradores en lengua gallega renovadores de la prosa gallega (al margen de la Nueva Narrativa Gallega) serán Álvaro Cunqueiro, Eduardo Blanco Amor y Ánxel Fole. Se trata de tres grandes narradores, cultivadores de corrientes diferentes. Así, se puede decir del primero que se movía como novelista dentro del realismo mágico (ej. Merlín e familia), el segundo en la tendencia del socialrealismo (ex. A esmorga) y, el tercero, combinaría las características del cuento popular con la narrativa culta (ex. Á lus do candil). Además, también Rafael Dieste contribuyó a la renovación prosística con sus cuentos Dos arquivos do trasno.

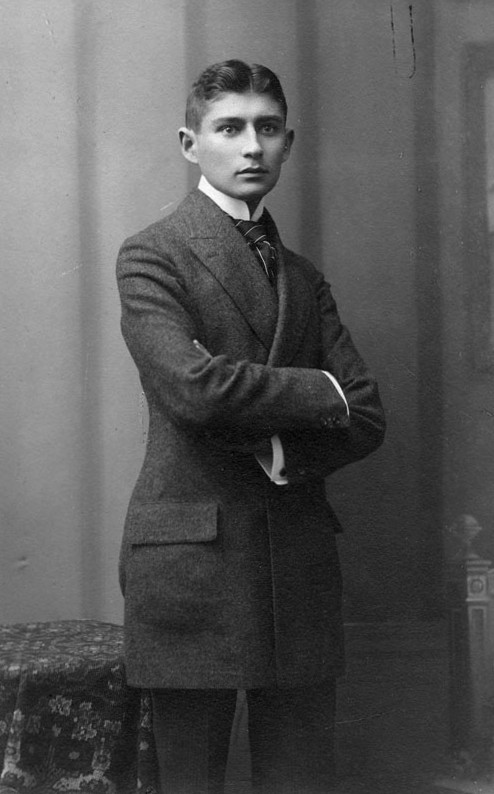
Franz Kafka influyó en la Nueva Narrativa Gallega.

A partir de la aparición de la antes mencionada colección "Illa Nova" de la editorial Galaxia, se irán conociendo nuevos autores en prosa y en lengua gallega. La mayor parte de ellos se encuadrarían dentro del movimiento de la Nueva Narrativa Gallega. Inspirada en el Nouveau Roman francés, los escritores que se mueven dentro de esta tendencia habían poseído una serie de características comunes, siendo algunas de ellas las enumeradas a continuación: 
1. Utilización abundante del monólogo interior;
2. Débil delimitación entre el tiempo y el espacio, que acaban indeterminados;
3. Fusión del mundo onírico con el mundo real (los sueños adquirirán importancia en estas novelas);
4. Presentación de un mundo violento y adverso para los personajes, lo cual les crea malestar;
5. Los protagonistas de estas narraciones son con frecuencia antihéroes;
6. Con frecuencia, cada vez que aparezca una reivindicación de tipo político, se hará mediante el uso de trasuntos, símbolos...

Por otra parte, no existe un criterio unificado a la hora de delimitar qué autores pertenecerían a este movimiento. Así y todo, se acostumbran a clasificar como miembros de la Nueva Narrativa Gallega los siguientes: Xosé Luís Méndez Ferrín (Percival e outras historias), Carlos Casares (Xoguetes para un tempo prohibido), Camilo Suárez-Llanos (Camilo Gonsar, Cara a Times Square), Xohán Casal, Xohana Torres, María Xosé Queizán (A orella no buraco) y Gonzalo Rodríguez Mourullo (Memorias de Tains).
Contemporáneo a estos autores es Xosé Neira Vilas, pero se encuadra fuera de la Nova Narrativa porque presenta una narrativa más tradicional e incide en temas como el mundo rural y la emigración. Sus Memorias dun neno labrego (1961) desarrollan el tema del niño labrador de posguerra.

## La poesía a partir de la posguerra
Como se vio anteriormente, el primer libro de poesía de la posguerra publicado en Galicia fue Cómaros Verdes (1947), de Aquilino Iglesia Alvariño.
Como bien indica Xosé Luís Méndez Ferrín, en su libro De Pondal a Novoneyra (1984), el caso de la literatura gallega posterior a la Guerra Civil es anómalo, puesto que brotarán tres generaciones diferentes que no rompen estéticamente las unas con las otras. Estas serían: 
- La generación de 1936: la de los autores nacidos entre 1910 y 1920.
- La Promoción de enlace: formada por autores nacidos entre 1920 y 1930, que accedieron a la cultura en los años 40, en un ambiente de extrema penuria material e intelectual y de aislamiento internacional, siendo así, en buena medida, autodidactas.
- La Xeración das Festas Minervais: la de escritores venidos al mundo entre 1930 y 1940, y que se dieron a conocer en unos certámenes literarios -llamados Fiestas Minervais- que organizaba la Universidad de Santiago de Compostela en los años 50.

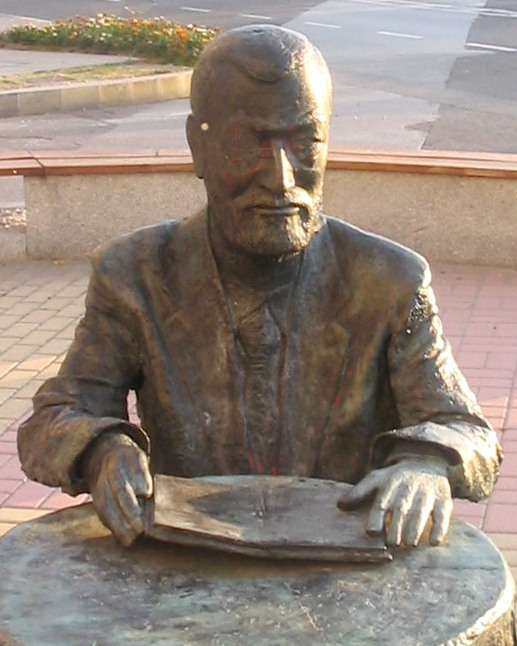
Manuel María, el poeta de la Tierra Llana

Aun así, se debe especificar que tres componentes de la generación de 1936 ya habían publicado poesía con anterioridad al alzamiento antirrepublicano: Álvaro Cunqueiro, Aquilino Iglesia Alvariño y Ricardo Carvalho Calero. También pertenecen a esta generación Xosé María Díaz Castro, el propio Celso Emilio Ferreiro y muchos otros (Emilio Pita, Xosé María Álvarez Blázquez y su hermano Emilio, Guerra da Cal, Pura Vázquez, María Mariño, etc.). Los autores de la generación del 36 fueron educados en un ambiente de mayor libertad de la que permitía el régimen franquista, lo cual se verá reflejado en su obra.
Los miembros de la Promoción de Enlace (Luz Pozo Garza, Antón Tovar, Manuel Cuña Novás...) habían crecido en uno medio adverso cultural y lingüísticamente, por lo que comenzarán su producción poética en español. Las carencias formativas y de referentes europeos estarán presentes en su poesía.
No acontecerá el incluso con los miembros de la Generación de las Fiestas Minervais o también llamada Generación de los 50: Xosé Luís Méndez Ferrín, Bernardino Graña, Xosé Luís Franco Grande, Uxío Novoneyra, Xohana Torres, Manuel María, Antón Avilés de Taramancos, Salvador García-Bodaño... Esta generación, igual que ya había hecho en su tiempo el grupo Nós, intentará conectar nuevamente su producción literaria con la europea.
Por otra parte, las dos corrientes dominantes en esta etapa en la poesía gallega son: 
- Por una parte, la escola da Tebra, fuertemente caracterizada por el clima de un "yo lírico" agobiado, por la soledad y desesperanza, y por la influencia de la filosofía existencialista de Martin Heidegger y Karl Jaspers, así como también por la obra de Jean-Paul Sartre y Albert Camus.
- Por la otra, la poesía social (o socialrealismo), cuyo máximos representantes serían Celso Emilio Ferreiro y Manuel María. Esta segunda línea poética comienza cronológicamente tras la publicación de Longa noite de pedra (1962).

## El teatro a partir de la posguerra
En los años ya posteriores a 1939, el teatro gallego caminará por los mismos caminos que había andado durante la dictadura de Miguel Primo de Rivera (1923-1930) o, lo que es el más, el folclorismo y el ruralismo serán de nuevo las notas dominantes. En la década de 1940, se llegará incluso a ver como los coros populares (es decir, los encargados de las representaciones) se apropian de los textos de los autores que podrían resultar peligrosos para el régimen franquista (o, lo que es el más, estas obras serán representadas sin anunciar el nombre de sus autores). Durante la década de 1950 se ve una cierta producción teatral, que pretende continuar con el teatro de la época de las Vanguardias. La profesora Laura Tato, en su trabajo "O teatro desde 1936" (2001), vislumbra otra línea, la del teatro de "angustia existencial", que en este artículo se relaciona con la Escola da Tebra de la poesía.
A partir de la década de 1960, la recuperación cultural influirá en la normalización teatral. Y esto no sólo se reflejará en la celebración de los ya arriba mencionados Certamen de Teatro del Miño (1960) y de los Premios de Teatro Castelao) (1963-1965). En 1965, a través de la Agrupación Cultural O Facho, surgirá el Grupo de Teatro O Facho, dirigido por Manuel Lourenzo. Dos años después, en 1967, el propio Manuel Lourenzo se pondrá, como cofundador, a cargo del Grupo de Teatro Circo, lo cual recibe este nombre por surgir del Círculo de Artesanos de La Coruña. Con estos dos grupos, se pode decir que nace el llamado Teatro Independiente, lo cual pretendía devolverle el teatro al pueblo, sin renunciar a posibles innovaciones ni a los rigores estéticos y formales. Cabe especificar que, a diferencia del caso español, el teatro independiente gallego nace en las calles, no en las universidades, lo que favorece su difusión.

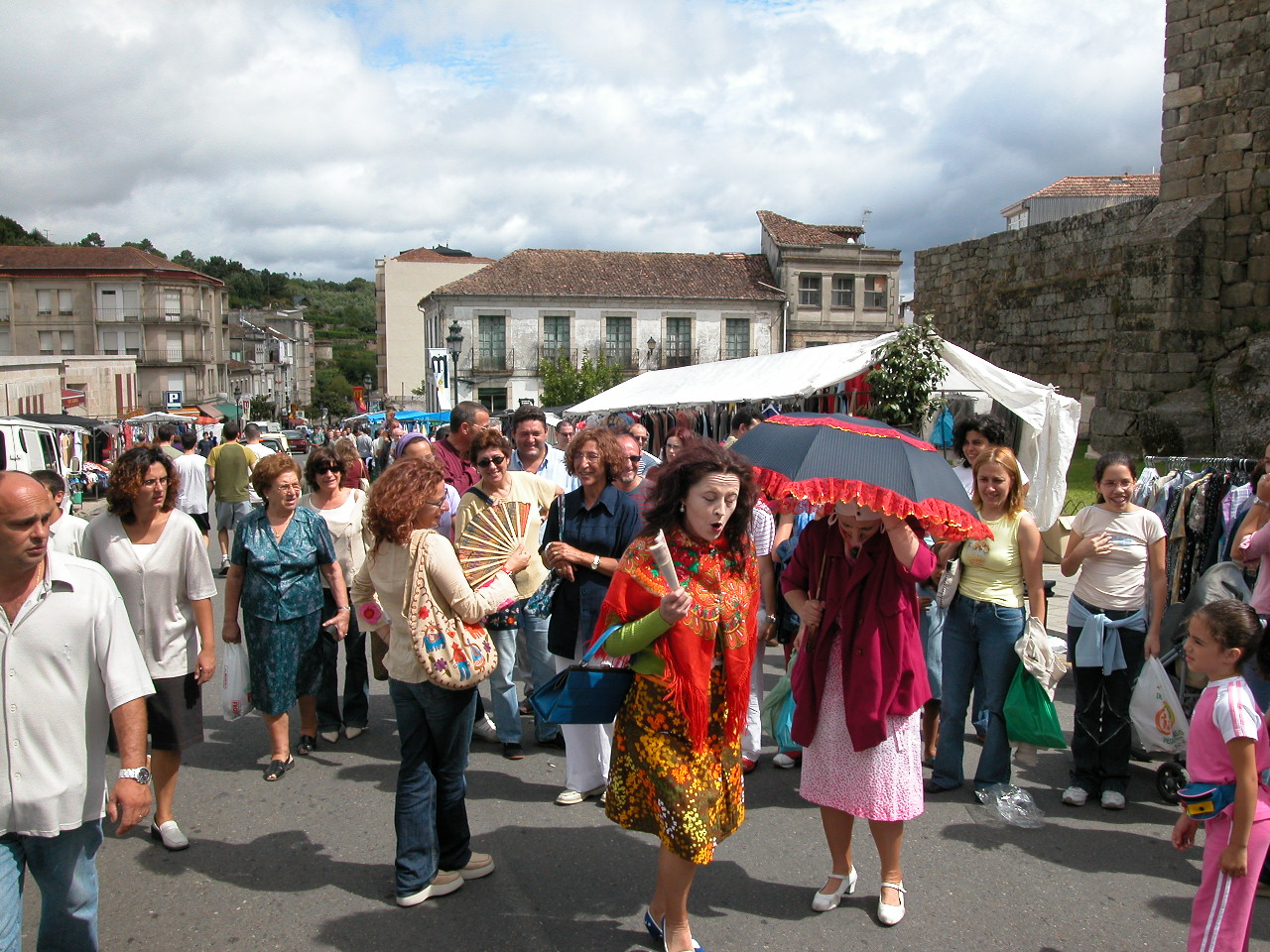
Las conocidas muestras de teatro de Ribadavia actualmente son internacionales.

Como consecuencia del auge del teatro independiente, surgen en Ribadavia las Muestras de Teatro Amanecer de Ribadavia, así denominadas por ser organizadas por la Agrupación Cultural Amanecer. Las ocho ediciones de estas muestras, celebradas entre 1973 y 1980, disfrutaron de un importante éxito de público. En ellas participarán o se darán a conocer los integrantes de la primera generación de dramaturgos profesionales en lengua gallega, el grupo Amanecer, cuyos máximos representantes son Manuel Lourenzo, Euloxio R. Ruibal, Francisco Taxes y Roberto Vidal Bolaño.
Otros dramaturgos destacados de los años 60 y 70 fueron Álvaro Cunqueiro, Daniel Cortezón, Xohana Torres y Bernardino Graña. Cunqueiro hace con la pieza Don Hamlet una recreación de la conocida obra de Shakespeare. Daniel Cortezón proponen una revisión de la historia de Galicia, desde una óptica nacionalista: Prisciliano (1970), Os irmandiños (1977) o Pedro Madruga (1981) son algunas de sus obras teatrales. Xohana Torres trata los temas del exilio en A outra banda do Iberr (1968) y de las expropiacións de tierras en Un hotel de primeira sobre o río (1968). Bernardino Graña desarrolla técnicas del cine policial en 20 mil pesos crime (1962).
Asimismo, en el año 1973 la Asociación Cultural O Facho de la La Coruña comienza a convocar un concurso de teatro infantil, en el cual ganan autores como Carlos Casares (As laranxas máis laranxas de todas as laranxas), Manuel Lourenzo (hanador en tres ocasiones) y Ana María Fernández y Xoán Babarro (Grande invento para saír do aburrimento, 1983), entre otros.
A partir del año 1984, como continuación de las muestras teatrales ya existentes de Ribadavia, comienza la Muestra Internacional del Teatro de Ribadavia, que se asienta en esta localidad con gran éxito de público, donde durante una semana se realizan obradoiros, encuentros y sobre todo representaciones teatrales en gallego (además de otras lenguas como castellano, portugués o incluso italiano).

## La literatura gallega de finales delsigloXX
A partir de la aprobación del Estatuto de Autonomía de Galicia de 1981, la tesitura de la literatura gallega va a mudar acorde con la nueva situación sociopolítica. El asentamento de las editoriales y la convocatoria de premios literarios ayudaron a impulsar la literatura en estas últimas décadas: el Esquío de poesía (1981), el Certamen de teatro de Ribadavia (1973-1980), el premio de relato corto Modesto Figueiredo (1975), los premios de la Crítica Galicia (1978), el premio de Novela Larga Blanco Amor (1981), lo Xerais de Novela (1984) o el Merlín (1984) fueron dando a conocer una amplia lista de autores y autoras. Aunque hay que remontarse hasta la década de 1970 para el caso de la poesía y del teatro, en este apartado se tratará sobre todo la literatura desde 1980 hasta 1999.

### La poesía de finales delsigloXX

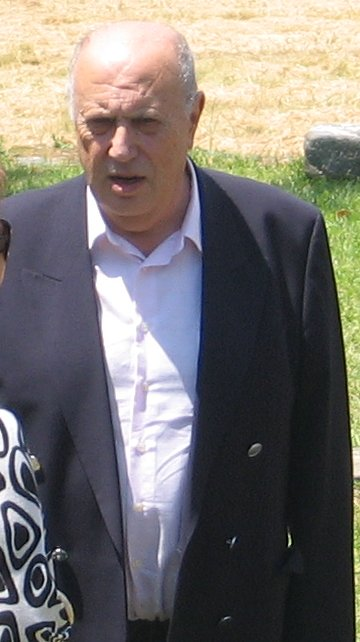
Méndez Ferrín fue propuesto para el Premio Nobel

En la década de 1970, concretamente a partir de 1975, comenzarán a aparecer colectivos poéticos que continuarán con la recuperación cultural iniciada en el decenio anterior. El primero en surgir será Rompente, que pretendía, sin renunciar al formalismo, una conjunción entre la poesía intimista y social. Otro grupo destacado sería Cravo Fondo (1977) (formado por Xavier Rodríguez Barrio, Ramiro Fonte y Xesús Rábade Paredes, entre otros), que, tomando la metáfora de la obra ferriniana, buscaba cómo estética a conjunción entre la "pólvora y la magnolia". Grupos singulares de esta época también fueron Loia, Dolmen, Alén...
Por otra parte, se ha afirmado que la renovación de la poesía gallega en esta altura vino de la mano de la publicación del poemario de Xosé Luís Méndez Ferrín Con Pólvora e Magnolias (1976) y del libro de Arcadio López-Casanova Mesteres (1976). Realmente, Mesteres se publicó en Valencia y a Galicia en aquella altura sólo llegaron dos ejemplares de esta obra, por lo que su difusión fue muy reducida. Además, hay quien aprecia en Ferrín la influencia del último Álvaro Cunqueiro y, el profesor Luciano Rodríguez Gómez ve en López-Casanova la de Aquilino Iglesia Alvariño. También hay quien apunta la obra de Alfonso Pexegueiro Seraogna (1976) como "aguijón" de este cambio, pero este poemario no abandona del todo la tendencia socialrealista.

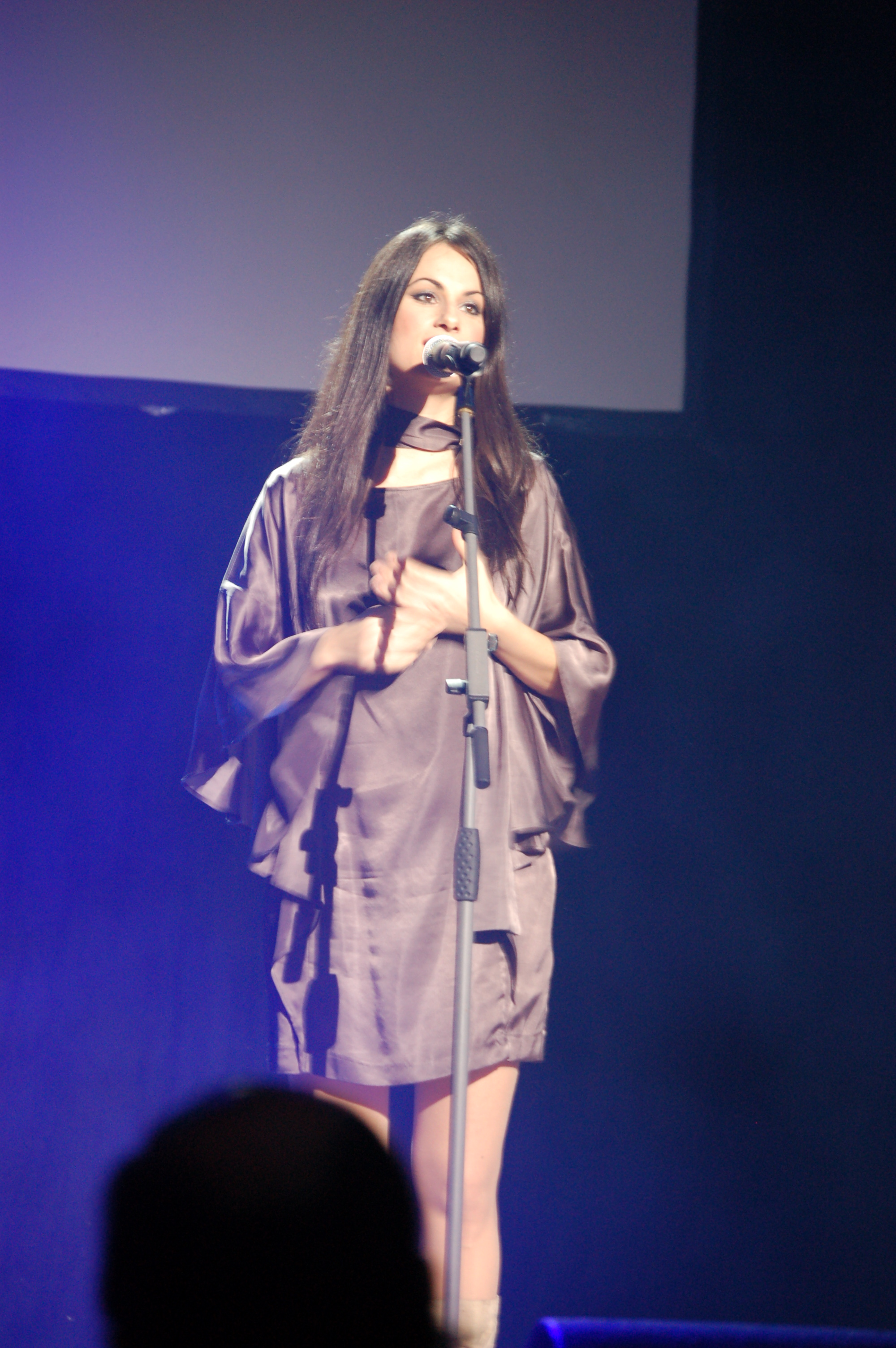
Yolanda Castaño

Los autores de la promoción de los ochenta serán los primeros en los que se aprecie un claro cambio estético con respeto a la poesía anterior. Estos escritores se moverán sobre todo en la estela del culturalismo: (erotismo, mundos míticos, simbología de los colores...), con una mucho menor presencia de la línea social. La apertura temática y estilística aparece reflejada, entonces, en la obra de autores como Ramiro Fonte, Manuel Forcadela, Xavier R. Baixeras, Román Raña, Lino Braxe, Antón Reixa, Pilar Pallarés, Lois Pereiro, Chus Pato, Xosé María Álvarez Cáccamo, Xavier Rodríguez Barrio, Miguel Anxo Fernán-Vello, Ana Romaní, Claudio Rodríguez Fer, Luísa Villalta, Henrique Rabunhal, Francisco Salinas Portugal, Gonzalo Navaza...
Por último, se ha hablado de una promoción de los noventa, conformada por los autores que se dieron a conocer en el decenio pasado. Realmente, la distinción entre la promoción de los ochenta y la promoción de los noventa responde a un criterio generacional, puesto que no existe una grande diferencia entre la obra de los poetas de la una o de la otra promoción. Sí se aprecia, a partir de 1990, una mayor presencia de la poesía femenina. Algunos autores destacados de este grupo generacional son Olga Novo,Emma Couceiro, Estíbaliz Espinosa, Emma Pedreira, Yolanda Castaño, María Lado, Lucía Aldao,Marica Campo, Fran Alonso, Rafa Villar, Miro Villar, Estevo Creus, Eduardo Estévez, Celso Fernández Sanmartín...

### La narrativa de finales delsigloXX
Con posterioridad a la Nueva Narrativa Gallega, se aprecia en la narrativa gallega una gran dispersión de estilos y tendencias. En esta época, la producción en este género conocerá una más que notable ampliación temática, así como también un incremento en la nómina de subgéneros (novela policial, novela histórica, novela pseudohistórica, novela infantojuvenil, novela de aventuras,...) deber en buena parte a la incorporación de un nuevo público juvenil -a denominada "literatura de instituto"- para lo cual se escriben textos supostamente accesibles.

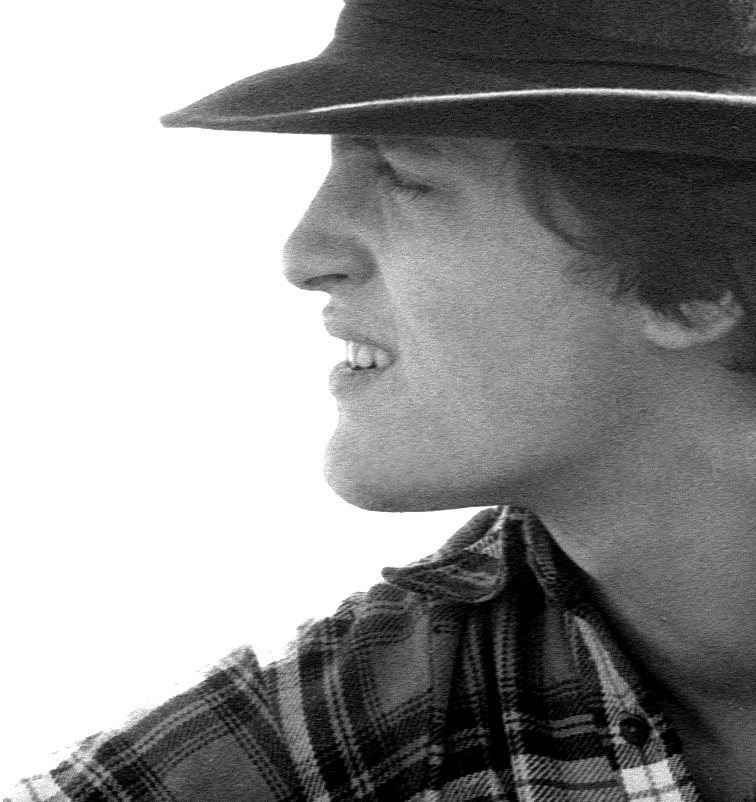
Manuel Rivas es uno de los autores actuales más leídos

Aunque el elemento simbólico continuará a ser empleado, su uso será cuantitativamente menor en esta época. De todas formas, más allá de los límites que se vienen trazando para la Nueva Narrativa, aún hacia finales de los 70 registramos un conjunto de obras y autores -Xavier Alcalá, Rey Ballesteros, el propio Méndez Ferrín- que apuran las posibilidades abiertas.
A partir de 1980, no obstante, registramos al tiempo un retorno a las maneras más tradicionales de narrar sin por eso renunciar al empleo de técnicas nuevas y, sobre todo, a una grande apertura temática con la exploración de apartados hasta aquel momento desconocidos por la prosa de ficción gallega. De otra parte, la búsqueda de una "literatura de quiosco" continúa a ser una clave fundamental para entender este período.

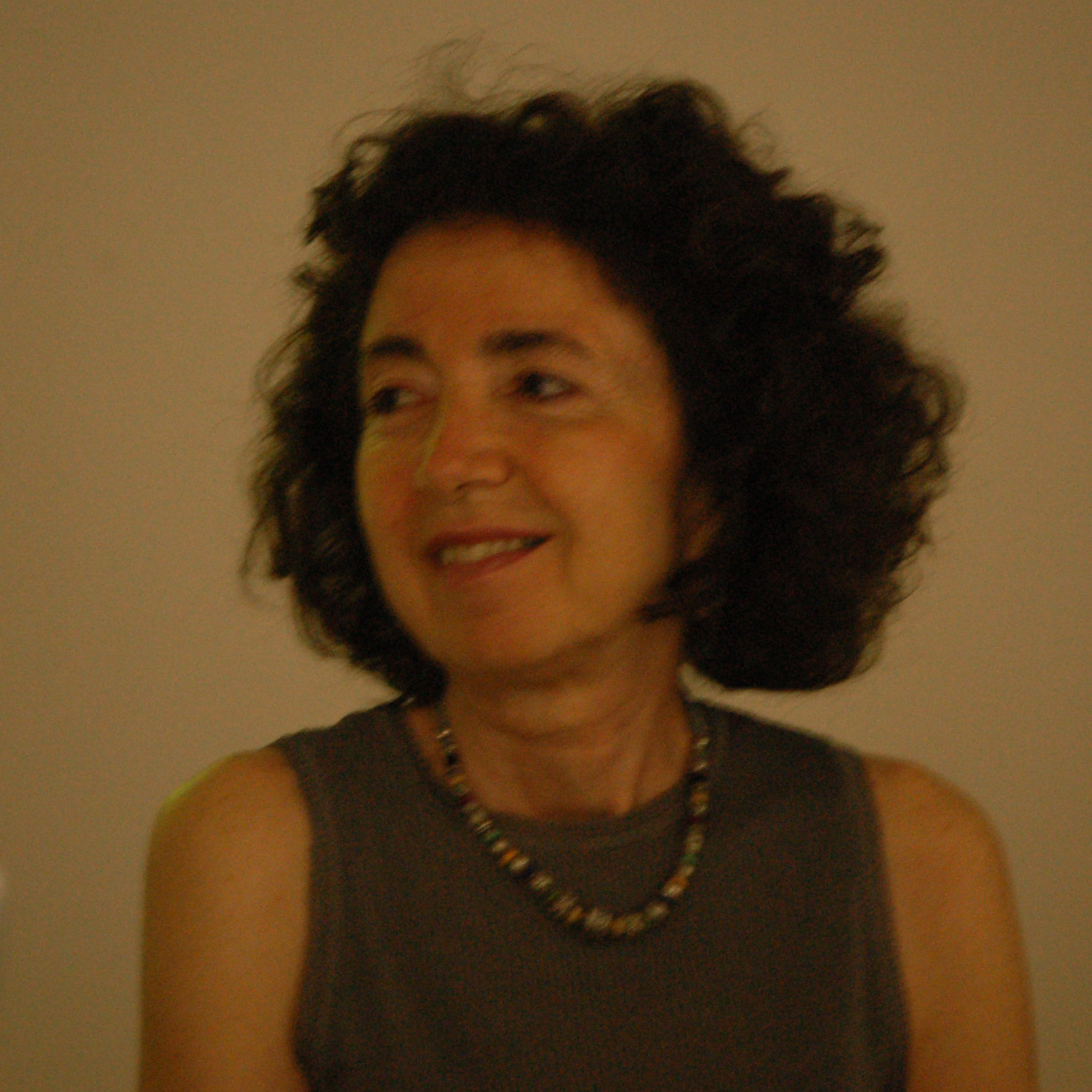
Marilar Aleixandre

Aunque resulta difícil establecer líneas dominantes, es posible destacar las siguientes tendencias: 
- La) Novela histórica: se trata de textos que recrean la historia de Galicia desde un triple posicionamento: rescatar, mediante la ficción, esa historia como elemento nacionalitario; búsqueda de un público aficionado a este subgénero que hasta el momento no existía en gallego; establecer un verdadero ejercicio lingüístico que posibilite la madurez de la narración en lengua gallega.
- B) Novela policíaca: además de la función de puro divertimento, muchos de estos textos pretenden incorporar una verdadera radiografía de la sociedad gallega moderna con todo el conjunto de transformaciones y cambios sociales, políticos, culturales... que se están viviendo en su seno.
- C) Novela intimista o generacional: se registran un conjunto de novelas y relatos que llevan adelante una exploración en la educación sentimental de sus protagonistas vinculados a las generaciones que vivieron su infancia en los últimos años del franquismo.
- D) Novela fantástico-política: se trata de obras que presentan momentos de la historia desde la óptica del "if", ya sea en el pasado o en el futuro para llevar adelante una crítica de nuestra historia o una proyección posible de la misma.
- Y) Novela urbana: emparentada con el llamado "realismo sucio", viene a ser una puesta al día del costumbrismo con carga de denuncia social y afán de representar la sociedad gallega cambiante de la Autonomía.

Narradores destacados de esta época son, entre otros, Manuel Rivas, Suso de Toro, Carlos G. Reigosa, Xosé Carlos Caneiro, Xurxo Borrazás, Marilar Aleixandre, Xavier Docampo, Agustín Fernández Paz, Paco Martín, Tucho Calvo, Darío Xohán Cabaña, Fina Casalderrey...

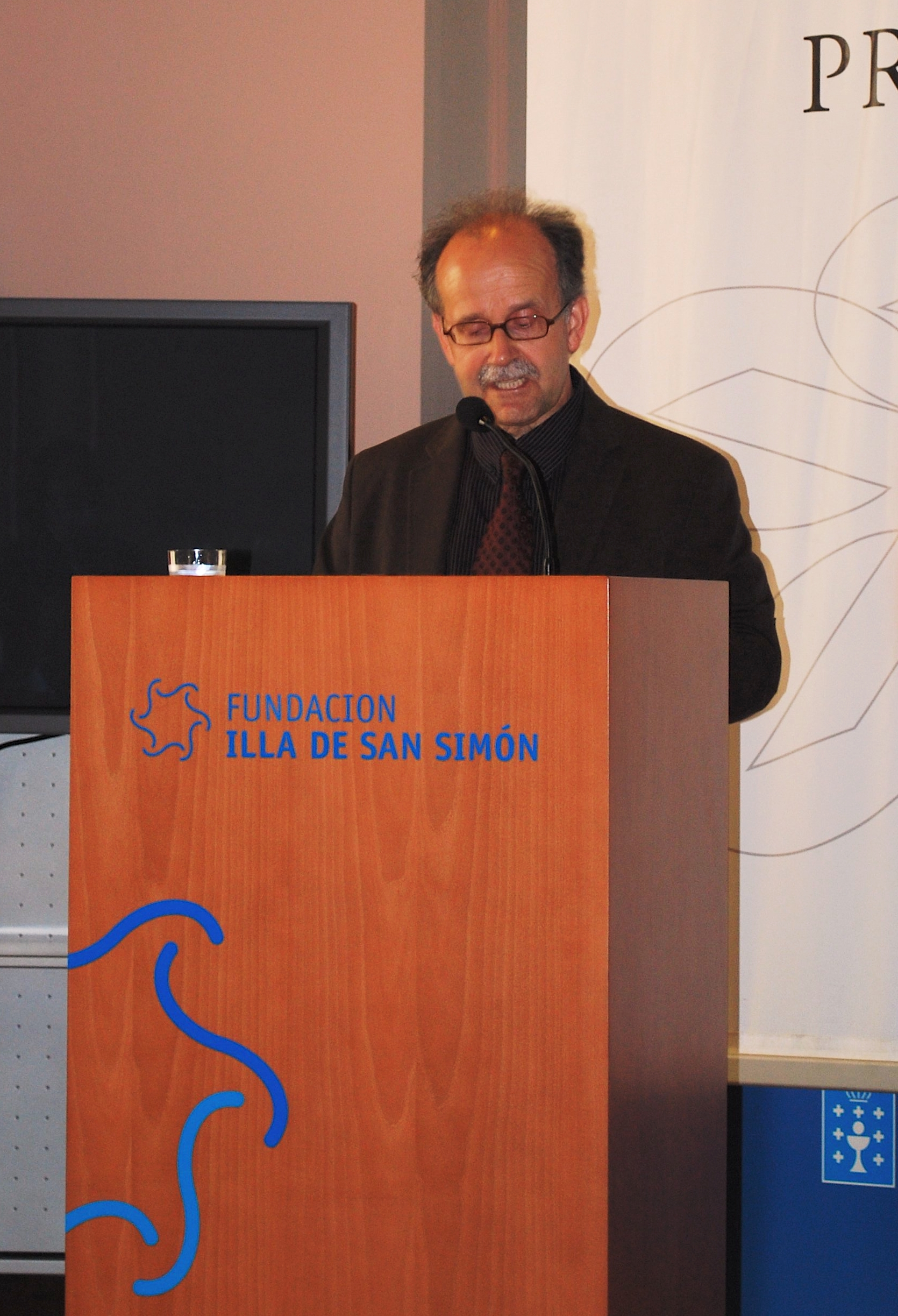
Agustín Fernández Paz es uno de los escritores más leídos y traducidos.

Se puede establecer una clasificación de los escritores en prosa por promociones: 
- Autores que ya habían comenzado su andadura literaria en obras incluidas en la Nueva Narrativa Gallega, que ya tenían una extensa obra de calidad. Son Xosé Luís Méndez Ferrín y Carlos Casares.
- Primera promoción: escritores nacidos en las décadas de los treinta y cuarenta (excepto Anxo Rei Ballesteros), que comienzan a publicar en la década de los setenta. Son entre otros: Xosé Fernández Ferreiro, Paco Martín, Alfredo Conde, Xavier Alcalá, Anxo Rei Ballesteros...
- Segunda promoción: escritores nacidos en las décadas de los cuarenta y cincuenta (excepto Antón Risco) que comienzan a publicar el más salientable de su producción en la década de los ochenta. Entre ellos: Xosé Manuel Martínez Hueca, Xesús Rábade Paredes, Úrsula Heinze, Marina Mayoral, Tucho Calvo, Víctor Freixanes, Darío Xohán Cabaña, Suso de Toro, Antón Risco, Xosé Cid Cabido, Xosé Ramón Pena, Manuel Rivas, Marilar Aleixandre, Miguel Anxo Murado (este último, nacido en los años sesenta, comienza a publicar en los ochenta)...
- Tercera promoción: escritores nacidos en las décadas de los cincuenta y sesenta, que comienzan a escribir o tienen el grueso de la producción en la década de los noventa. Algunos de ellos: Xosé Miranda, Xelís de Toro, Gonzalo Navaza, Ramón Caride, Xosé Carlos Caneiro, Xurxo Borrazás, Antón Riveiro Coello...

### El teatro de finales delsigloXX

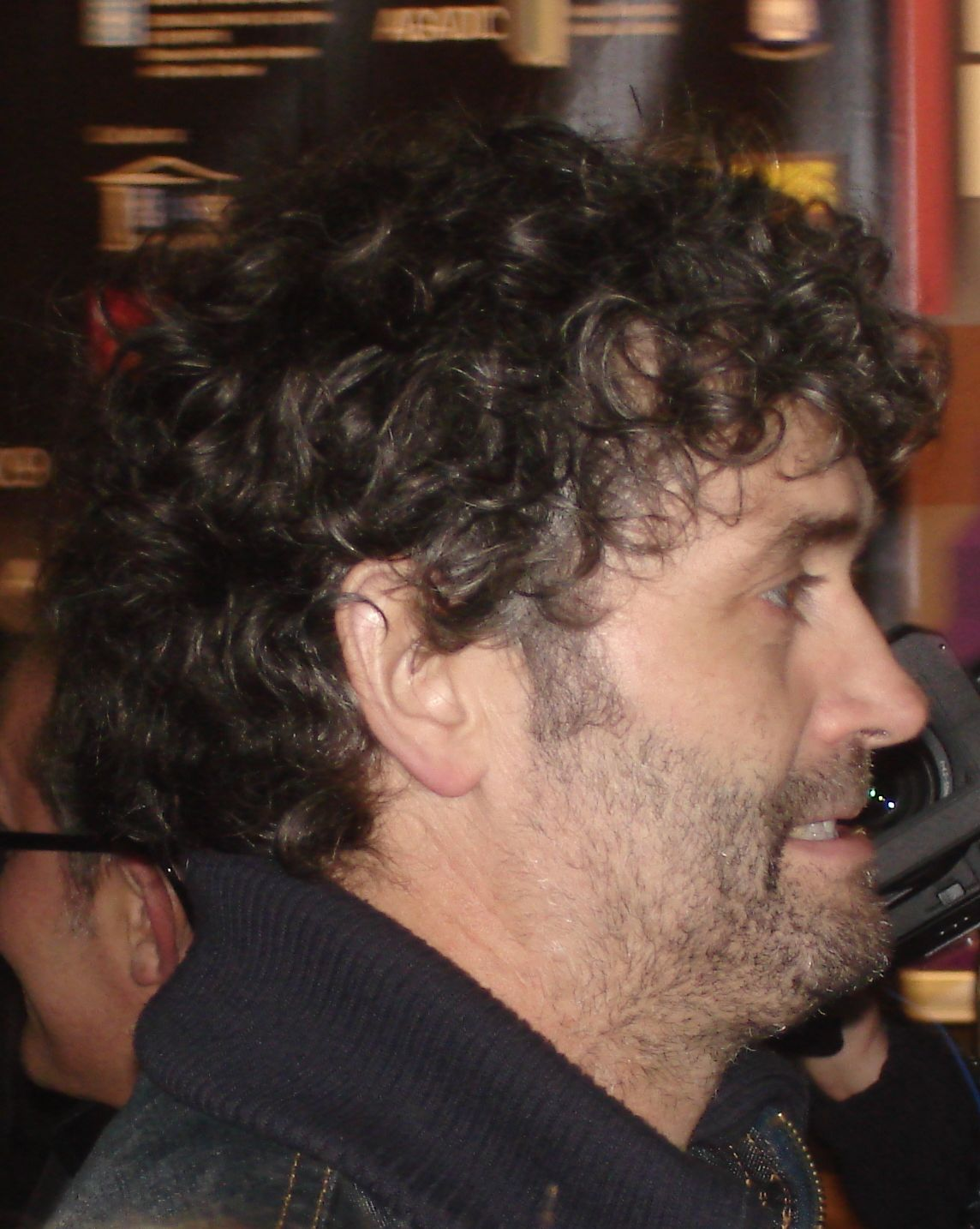
Cándido Pazó, autor, director, actor y narrador

En esta época, en el género teatral, sucederá un hecho bien curioso. Si en la poesía y en la narrativa los cambios estéticos vendrán dadas por los autores de las nuevas generaciones, en el teatro serán los dramaturgos del grupo Amanecer los auténticos artífices del cambio. Finalizadas las Muestras de Teatro Amanecer de Ribadavia en 1980, y con la aprobación del Estatuto de Autonomía en ese mismo año, se abre un nuevo marco para la creación teatral. En ese mismo año, aparecería en La Coruña la Sala de Teatro Luís Seoane, la primera sala de teatro estable de Galicia, clausurada en 1988. En 1984, financiado por la Junta de Galicia, y con un presupuesto inicial de 25 millones de pesetas, se funda el Centro Dramático Gallego(CDG). Se inicia, por lo tanto, la etapa del teatro institucional. En 1989, aparecería el Instituto Gallego de las Artes Escénicas y Musicales (IGAEM).
Aun así, pese a la existencia de este teatro institucional, los grupos aficionados seguirán dominando en el panorama dramático gallego. De hecho, la profesora Laura Tato, en su trabajo O teatro actual (1998), afirma que, en la primera mitad de la década de 1990, Galicia sólo contaba con cuatro compañías profesionales al margen del CDG. Derivado de esta situación, se llega a tesituras realmente kafkianas. Así, por poner un ejemplo, uno de los dramaturgos y actores más experimentados, Manuel Lourenzo, engrosó, hasta su aparición en una conocida serie televisiva (Mareas vivas), la lista de amateurs.
Debemos señalar también que los premios de teatro ayudan la normalizar la creación teatral, entre los que podemos mencionar: el Álvaro Cunqueiro de la Junta de Galicia, el Rafael Dieste de la Diputación de La Coruña e incluso los Premios Compostela de Teatro del periódico O Correo Galego. Algunos de los premiados fueron Vicente Montouto, Eduardo Alonso Rodríguez o Xan Cejudo (mejor director 1990), entre otros.

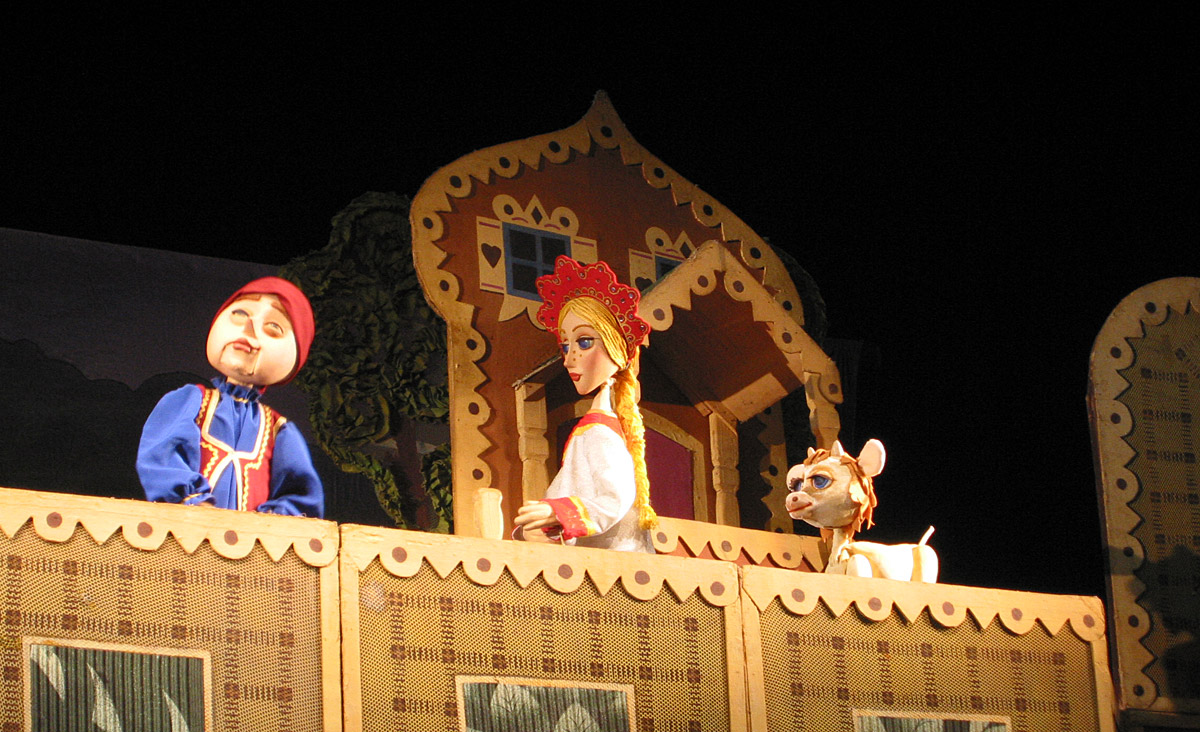
Teatro de monigotes

Es destacable también el asentamento del teatro infantil y juvenil, que actualmente disfruta de buena salud, especialmente el teatro de monigotes. Algunas compañías de marionetas destacadas son Tanxarina títeres y marionetas, Títeres Cachirulo, Títeres Jugada... Y entre las compañías de teatro gallegas podemos mencionar Ollomoltranvía, Teatro do Atlántico, Uvegá Teatro, Teatro do Noroeste, Teatro do Aquí, Matarile, Chévere, Teatro do Morcego, Sarabela Teatro...
En cuanto a los nuevos creadores, está generalmente admitida la existencia de una promoción de los ochenta y de una promoción de los noventa. A pesar de esto, no todos los estudosos teatrales coinciden en fijar los mismos límites para su inicio y su fin. Son nuevos autores de este fin de siglo, entre otros: Henrique Rabunhal, Miguel Anxo Fernán-Vello, Xesús Pisón, Raúl Dans, Cándido Pazó, Miguel Anxo Murado, Quico Cadaval, Lino Braxe, Marcos Orsi, Ana Vallés, Inma Antonio Souto, Xosé Luís Sendón...

### El ensayo de finales delsigloXX
El ensayo no tuvo mucha actividad, aunque aparecen signos de recuperación con la aparición de autores especializados en historia como Ramón Máiz, Justo González Beramendi, Pegerto Saavedra, Xosé Ramón Barreiro o Ramón Villares. Debemos mencionar que la oferta se va incrementando en los últimos años, surgiendo editoriales especializadas (Andavira Editora -textos técnicos y universitarios-, Ediciones Léela -medios de comunicación, deportes y mar-, Ediciones Relámpago -biografía y ensayo científico-, Oírmelos -música y patrimonio-...), además de las colecciones ensayistas de las editoriales que publican en gallego (destacando en este género Galaxia, Generales, Sotelo Blanco, Ediciones del Castro, Ediciones Nuestra Tierra, Ediciones de la Cumbre, Laiovento, Baía...)

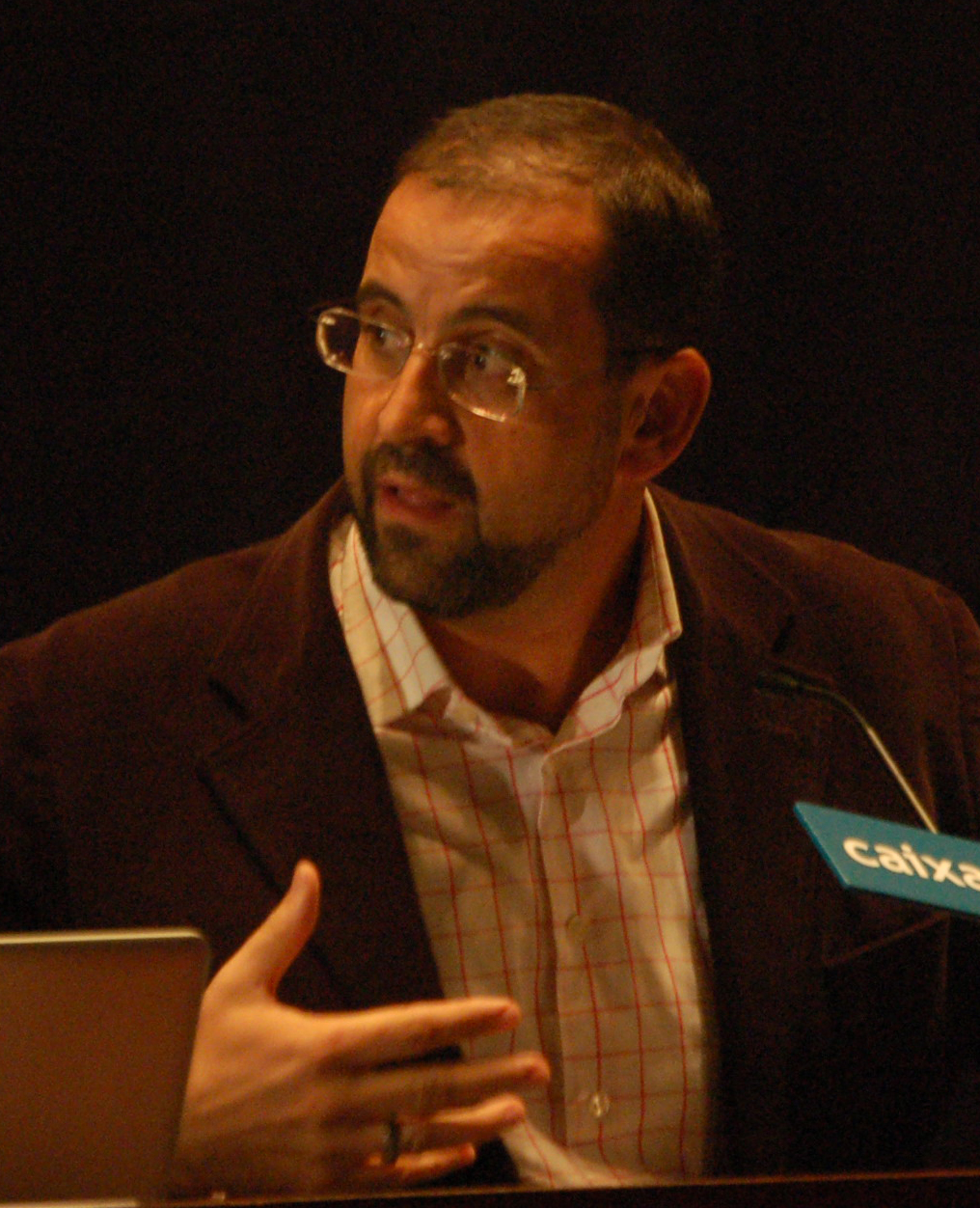
Henrique Monteagudo

Los campos en los que el ensayo concentra una gran actividad son los de la lengua y literatura gallegas con obras como Problemas da língua galega (1981) y Da fala e da escrita (1983) de Ricardo Carvalho Calero, Informe(s) sobre a lingua galega. Presente e pasado (1991) de Xesús Alonso Montero, De Pondal a Novoneyra (1984) de Xosé Luís Méndez Ferrín, Língua e sociedade na Galiza (1993) de Manuel Portas, Literatura galega (1994) de Anxo Tarrío,  Historia social da lingua galega (1999) de Henrique Monteagudo y el Dicionario da literatura galega (1995-1999) coordinado por Dolores Vilavedra, entre otros.
También cabe destacar dos autores que orientaron su producción haciael ensayo teológico y antropológico: Andrés Torres Queiruga, quien escribió obras como Nova aproximación a unha filosofía da saudade (1981); y Xosé Chao Rego autor de trabajos sobre la identidad gallega como Eu renazo galego (1983) y Para comprendermos Galicia (1987).